# Primer 55
Primer 55 é uma banda de rock norte-americana formada em Louisville, Kentucky, em 1997.

## História
A banda foi formada em 1997 pelo guitarrista Bobby Burns, que foi influênciado pelo heavy metal e pelo vocalista "J-Sin", que tinha influências do hip hop. Após lançarem o seu primeiro disco pela gravadora independente Propellant Transmissions, Primer 55 assinou contrato com a Island Records, lançando o seu segundo álbum de estúdio, Introduction to Mayhem a 25 de Janeiro de 2000. O disco teve a participação especial de Chris Kilmore, dos Incubus e de Jared Gomes da banda Hed PE.
Em Setembro de 2000, a banda foi em torné juntamente com Soulfly, downset. e Slaves on Dope.
Em 2001, Josh McLane deixou a banda e foi substituído por John Kamoosi. A 14 de Agosto de 2001, a banda edita o seu terceiro álbum de estúdio, The New Release. O álbum atingiu o nº 1 da  Billboard Heatseekers e o nº 102 da Billboard 200. O single "This Life" atingiu o nº 37 da Mainstream Rock Tracks.
Em 2002, a banda atuou no espetáculo de abertura do 2002 Gathering of the Juggalos em Peoria, Illinois.
Em 2007, a banda assinou com a gravadora independente Crash Music Inc., tendo editado o seu quarto álbum de estúdio de seguida, Family For Life a 6 de Novembro de 2007.
Em 2008, a banda atuou novamente no Gathering of the Juggalos.

## Membros

### Atuais
- Bobby Burns - guitarra, baixo, vocal (1997-2003, 2007-)
- Donny Polinske - vocal (2008)
- Curt Taylor - guitarra (2008)
- Mikey Terito - bateria (2008)

### Antigos
- Josh McLane - bateria (1997–2001)
- Mike "Jr" Christopher - baixo (1997-2001)
- John Kamoosi - bateria (2001)
- John Stainer - bateria (estúdio) (2001)
- Kobie Jackson - baixo (2001-2002)
- Preston Nash - bateria - (2001-2003)
- Tim Lau - bateria (estúdio) (2007)
- Jason "J-Sin" Luttrell - vocal (1997-2003, 2007)
- Heath Joyce - vocal (2007-2008)
- Josh Toomey - baixo (2003-2008)
- Frank Fontsere - bateria (2003-2008)
- Billy Grey - guitarra (2005-2008)

## Discografia

### Álbuns de estúdio
- 1999 - Primer 55
- 2000 - Introduction to Mayhem
- 2001 - (the) New Release
- 2007 - Family for Life